# Polymera (Polymera) crystalloptera
Polymera (Polymera) crystalloptera is een tweevleugelige uit de familie steltmuggen (Limoniidae). De soort komt voor in het Neotropisch gebied.